# Lingenau
Lingenau es una localidad del distrito de Bregenz, en el estado de Vorarlberg, Austria. 

## Geografía
Se encuentra ubicada al norte del estado, cerca de la frontera con Alemania (estado de Baviera), de las montañas Arlberg que la separan del estado del Tirol, y del lago de Constanza.
Lingenau se encuentra en la provincia más occidental de Austria, Vorarlberg, en el distrito de Bregenz, al sureste del lago de Constanza, a 685 metros de altitud. El 30,8% del área es boscosa. No hay otras comunidades catastrales en Lingenau. Es miembro del proyecto conjunto alemán-austriaco Naturpark Nagelfluhkette.
El municipio de Lingenau limita con otras cuatro comunidades de Vorarlberg. Estos municipios, también ubicados en el distrito de Bregenz, son en sentido horario (comenzando en el norte): Langenegg, Hittisau, Egg y Alberschwende.

## Historia
"Lindigenowe" se mencionó por primera vez en documentos en 1227. Es el asentamiento más antiguo de Vorderwald (también conocido como Vorderer Bregenzerwald) y perteneció a la propiedad del monasterio de Mehrerau durante mucho tiempo.
Los Habsburgo gobernaron partes de Vorarlberg alternativamente desde Tirol y Vorderösterreich (Friburgo de Brisgovia). De 1805 a 1814, Lingenau perteneció a Baviera, y luego nuevamente a Austria. Desde la formación del estado austríaco de Vorarlberg en 1861, Lingenau pertenece a Vorarlberg.
Durante siglos, hasta el comienzo de la Segunda Guerra Mundial, los habitantes se beneficiaron de Bad Hohl, que se encuentra en un manantial ferruginoso llamado Maxriese.
De 1945 a 1955, Lingenau formó parte de la zona de ocupación francesa en Austria.

## Cultura
La iglesia parroquial Hl. Johannes der Täufer ("Juan el Bautista") fue construido en el siglo XIX.
El barroco Hl. La capilla de Anna fue construida en 1722 y está hecha de toba.
El sendero natural de toba (Quelltuff-Naturlehrpfad) se ha instalado cerca de un arroyo que segrega más de 40 metros verticales de Quelltuff (toba) masivo. Esta vista fue creada a finales de la Edad de Hielo.
El puente de madera Gschwendtobel entre Lingenau y Egg sobre el río Subersach fue construido en 1834 por Alois Negrelli, quien también trabajó en el Canal de Suez. Dada su antigüedad, el puente se considera una obra maestra de ingeniería y carpintería.
El puente colgante entre Lingenau y Egg (sobre el río Subersach) es una pasarela de alambre que se construyó en 1901. El puente tiene una longitud de 57 m actualmente solo lo usan los caminantes.
El Bregenzerwälder Käsekeller ha estado en Lingenau desde 2002. Más de 32.000 ruedas de queso se almacenan para el envejecimiento en esta bodega. Es una iniciativa de la Käsestraße Bregenzerwald para mantener la agricultura a pequeña escala y la diversidad de productos locales en el bosque de Bregenz y, por lo tanto, apoyar la cultura del queso de Vorarlberg. Con más de 6,5 millones de euros, la bodega de queso es la mayor inversión en la industria láctea de Vorarlberg.
Lingenau, capilla: Sankt Anna Kapelle
El Bregenzerwald Umgang (literalmente "caminata por el bosque de Bregenz") muestra el diseño de 12 pueblos, incluido Lingenau, en el bosque de Bregenz. A través del paisaje, edificios públicos, casas y objetos cotidianos, se informa a los caminantes sobre el estilo arquitectónico típico de Bregenzerwälder a lo largo de los siglos.

## Población
Lingenau tiene una población estimada a principio del año 2018 de 1466 habitantes.